# Barleria natalensis
Barleria natalensis är en akantusväxtart som beskrevs av Gustav Lindau. Barleria natalensis ingår i släktet Barleria och familjen akantusväxter. Inga underarter finns listade i Catalogue of Life.